# ری ابرله
ری ابرله (انگلیسی: Ray Eberle؛ ۱۹ ژانویهٔ ۱۹۱۹ – ۲۵ اوت ۱۹۷۹) یک موسیقی‌دان اهل ایالات متحده آمریکا بود.